# سبدنشین کلیکی
سبدنشین کلیکی، سبدنشین جیک‌جیکی یا سبدنشین سرگندمی (نام علمی: Cisticola fulvicapilla) نام یک گونه از سرده سبدنشین است.